# ترمونتون (یوتا)
ترمونتون (به انگلیسی: Tremonton) شهری در ایالت یوتا کشور ایالات متحده آمریکا است که جمعیت آن در سرشماری سال ۲۰۱۰ میلادی، ۷٬۶۴۷ نفر بوده‌است.